# Guillermo O’Donnell
Guillermo O’Donnell (* 24. Februar 1936 in Buenos Aires; † 29. November 2011 ebenda) war ein argentinischer Politikwissenschaftler und Helen Kellogg Professor of Government and International Studies an der University of Notre Dame.

## Werk
Zu seinen bedeutendsten theoretischen Beiträgen in der Politikwissenschaft gehören seine Arbeiten über den „bürokratisch-autoritären Staat“ sowie zu Transformationsprozessen autoritärer Staaten hin zu Demokratien. Mit seinen Werken prägte er Begriffe wie die der „horizontalen Verantwortlichkeit“, der Mikro über die Theorien der Demokratie und die Eigenschaften des Prozesses des demokratischen Übergangs, durch die Entwicklung von Konzepten wie „horizontale Verantwortlichkeit“, „Mikro-Demokratie“ und „delegative Demokratie“.
O’Donnell unterteilt Demokratien in repräsentative Demokratien wie in marktwirtschaftlich organisierten Staaten der westlichen Welt und den neuinstallierten Demokratien in Lateinamerika und Mittel- und Osteuropa. Letztere seien nach O’Donnell mehrheitlich zu den delegativen Demokratien zu zählen. Diese liegt vor, wenn eine der drei Gewalten eine andere usurpiert und somit das Prinzip der horizontalen Gewaltenteilung verletzt wird. Die demokratischen Institutionen seien hier weitgehend konzentriert, vornehmlich in einem starken Präsidentialismus, der als organische Verkörperung des Staates verstanden wird. Das System könne nach O’Donnell aber noch als demokratisch betrachtet werden, wenn auch als weniger liberal als die repräsentativen Demokratien des Westens. Die delegativen Demokratien seien allesamt in einem Übergangsprozess zu repräsentativen Demokratien, wobei der Institutionalisierungsgrad über den Fortschritt entscheidet.
Die repräsentative Demokratie müsse nach O’Donnell aber nicht unbedingt der Zielpunkt sein, weil z. B. aufgrund anderer sozioökonomischer und historisch tradierter Strukturen das westliche Demokratiemodell nicht unbedingt sich immer überstülpen lasse. O’Donnell ist politisch der Strömung des Peronismus zuzuordnen. Sein Bruder Pacho O’Donnell ist ein bekannter argentinischer Politiker, Psychoanalytiker und Schriftsteller.
1995 wurde O’Donnell in die American Academy of Arts and Sciences gewählt.
Guillermo O’Donnell verstarb am 29. November 2011 im Alter von 75 Jahren.

## Schriften
- Transitions from authoritarian rule. Tentative conclusions about uncertain democracies, 4. verbesserte Auflage. Baltimore 1993, ISBN 0-8018-2682-9.
- Bureaucratic authoritarianism. Argentina, 1966–1973, in comparative perspective. Berkeley 1988, ISBN 0-520-04260-3.
- Delegative Democracy. In: Journal of Democracy. (7:4) 1994, S. 112–126.